# Watashi no Shiawase na Kekkon
Watashi no Shiawase na Kekkon (jap. わたしの幸せな結婚) ist eine japanische Romanserie von Akumi Agitogi, die als Light Novel und Manga umgesetzt wurde. Letzterer erscheint unter dem Titel Meine ganz besondere Hochzeit auch auf Deutsch. Von 2023 bis 2025 erfolgte eine Adaption als Animeserie. Die Geschichte um eine Frau, die sich in einer arrangierten Verlobung wiederfindet, spielt in einer mit fantastischen Elementen angereicherten Welt der Meiji-Restauration im Japan des 19. Jahrhunderts.

## Inhalt
Ursprünglich als einziges Kind in eine angesehene Familie hineingeboren, wird Miyo Saimori (斎森 美世) zum Hausmädchen degradiert, als ihr Vater nach dem Tod der Mutter erneut heiratet. Miyos Stiefmutter und ihre neue Schwester schauen auf sie herab, da Miyo im Gegensatz zu vielen Mädchen keine magischen Kräfte hat. Ihr weiteres Leben im Elternhaus wird zur Qual, bis sie schließlich einem Mann versprochen wird. Dieser aber, Fürst Kiyoka Kudo (久堂 清霞), ist für seine Unbarmherzigkeit bekannt und hat schon mehrere Verlobte vertrieben. Da sie aber auch nicht ins Elternhaus zurück will, lässt sich Miyo darauf ein. Ihr Verlobter ist streng und abweisend, isst noch nicht mal das ihm zubereitete Essen. Doch Miyo bemerkt bald, dass er sich vor allem wegen seines Berufs so verhält: Als Befehlshaber des Anti-Mysterien-Einsatztrupps ist er ständig auf der Hut. Und die Arbeit holt ihn auch zuhause immer wieder ein. Dennoch weckt Miyo seine Aufmerksamkeit, er findet sie sogar zu seiner eigenen Überraschung anziehend. Und da er ihren schlechten Zustand bemerkt, lässt Kiyoka Nachforschungen über ihre Familie anstellen.

## Veröffentlichungen
Autorin Akumi Agitogi veröffentlichte die Geschichte zunächst auf der Online-Plattform Shōsetsuka ni Narō. Sie wurde dann von den Verlagen Square Enix und Fujimi Shobo entdeckt, die Umsetzungen als Manga und Light Novel herausbringen.
Bei Square Enix erscheint im Online-Magazin Gangan Online seit Dezember 2018 eine Adaption als Manga, die von Rito Kohsaka gezeichnet wird. Die Kapitel erschienen auch zusammengefasst in bisher fünf Bänden (Stand: Juli 2024). Seit Juli 2022 wird die Serie als Meine ganz besondere Hochzeit in deutscher Übersetzung von Altraverse in bisher fünf Bänden herausgegeben (Stand: Dezember 2024). Übersetzerin ist Larissa Freundt. Square Enix selbst bringt eine englische Fassung heraus.
Die Light Novel wird von Agitogi geschrieben und von Tsukiho Tsukioka illustriert, sie erscheint seit Januar 2019 bei Fujimi Shobo in bisher neun Bänden. Auf Englisch wird die Serie von Yen On herausgegeben.

## Anime-Adaption
Im April 2022 wurde eine Adaption als Anime-Fernsehserie angekündigt. Sie entstand bei Studio Kinema Citrus unter der Regie von Takehiro Kubota und, für die zweite Staffel, Masayuki Kojima. Die Drehbücher schrieben Ami Satō, Momoka Toyoda und Takahito Ōnishi. Das Charakterdesign entwarf Shōko Yasuda, die künstlerische Leitung lag bei Emi Katanosaka und für die Kameraführung war Tsunetaka Ema verantwortlich. Tonregie führte Kisuke Koizumi.
Die erste Staffel mit zwölf Folgen lief vom 5. Juli bis 20. September 2023 im japanischen Fernsehen und wurde von Netflix weltweit veröffentlicht. Ihre folgte eine OVA, die am 15. März 2024 erschien. Eine zweite Staffel wurde vom 6. Januar bis 9. April 2025 gezeigt und umfasst 13 Episoden.

### Synchronisation
| Rolle            | japanische Stimme (Seiyū) | deutsche Stimme     |
| ---------------- | ------------------------- | ------------------- |
| Miyo Saimori     | Reina Ueda                | Laura Maire         |
| Kiyoka Kudo      | Kaito Ishikawa            | Patrick Roche       |
| Yurie            | Hōko Kuwashima            | Alisa-Palmer Stoll  |
| Minoru Tatsuishi | Kenyū Horiuchi            | Andreas Borcherding |
| Kaya Saimori     | Ayane Sakura              | Farina Brock        |
| Koji Tatsuishi   | Kōtarō Nishiyama          | Maximilian Belle    |
| Yoshito Godo     | Hiro Shimono              | Mio Lechenmayr      |
| Kanoko Saimori   | Kana Ueda                 | Sonja Reichelt      |
| Shinichi Saimori | Hiroshi Yanaka            | Stefan Lehnen       |

### Musik
Die Musik der Serie stammt von Evan Call. Die Vorspannlieder sind Anata no Soba ni. (貴方の側に。) und Shiawase no Yakusoku (幸せな約束。) von Riria. Die Abspanne sind unterlegt mit den Liedern Vita Philosophica und Tsukikage Okuri (月影おくり) von Kashitarō Itō.

## Live-Action-Film
Im April 2022 wurde ein Realfilm angekündigt, der am 17. März 2023 erschien.